# 小鹿範慶
小鹿 範慶（おしか のりよし、? - 長享元年11月1日（1487年11月24日））は室町時代後期の武将。小鹿範頼の子。小鹿範満の弟であり、駿河今川氏6代当主・今川義忠の従兄弟にあたる。幼名は孫五郎。ただし、「孫五郎は範満の弟である某の子で、某は安房守を名乗っていた可能性はあるものの実名・事績は不明」とする学説がある。

## 生涯
遠江国塩買坂の戦いにおける今川義忠の戦死により、兄・範満が家督を代行すると、兄に代わり有度郡小鹿村（現在の静岡市駿河区小鹿）を治めたという。しかし、義忠の遺児・氏親が元服しても範満は家督を返還しようとしなかったため、伊勢盛時（北条早雲）に襲撃され、範慶は兄ともども駿府今川館で自害した。
小鹿氏は断絶したが、後に範満の甥で孫五郎の庶弟と推定される民部少輔（後に安房守と称する）に再興が許され、今川氏一門である御一家衆に加えられている。